# Відрізки (земля)
Відрізки — насильно відрізані від селянських наділів землі на користь поміщиків під час проведення  селянської реформи в Росії в 1861. Згідно « Положенням», за якими здійснювалася реформа, поміщикам надавалося право забирати так звані надлишки землі у селян без їх на те згоди, якщо селянське землеволодіння перевищувало заново встановлені норми наділів або якщо після виділення селянських наділів у поміщиків залишалося менше: В  Чернігівської і  Полтавської губерніях - однієї третини, на півдні - половини земельної площі, що належить їм до реформи.
Оскільки існуючі до 1861 норми земельних наділів реформою занижувалися, то поміщики широко використовували надане їм право на відрізки. На півдні України, де в  дореформений період кріпосні часто не мали постійного наділу, а користувалися землею «при необхідності», «в міру сили кожного» або «за вказівкою поміщика», відрізки нерідко досягали 50-70% селянських земель, на Лівобережжі в багатьох місцях вони перевищували 40% дореформених наділів. У цих районах  Південно-Західного краю відрізки на 4% перевищували аналогічні по  чорноземних в порівнянні з іншими територіальними одиницями  Російської імперії. Тільки кріпаком південно-західного краю, щоб відвернути їх від польського повстання 1863-1864, повернуто втрачені ними після інвентарних правил 1847-1848 18% землі в вигляді непридатних для обробітку «прирізок». Використовуючи малоземелля селян, поміщики здавали їм відрізки в оренду за відпрацювання. Протягом півстоліття селянство наполегливо домагалося повернення відрізків. Тільки після проведення  столипінської аграрної реформи питання з відрізками було знято.